# Chapelle Saint-Lubin
La chapelle Saint-Lubin  est un lieu de culte catholique, situé sur la commune de Plémet (Côtes-d'Armor), dont la fondation remonte au XVIe siècle et qui dépend du diocèse de Saint-Brieuc.
Elle est inscrite comme monument historique depuis 1925.

## Localisation
La chapelle est située sur la commune de Plémet dans le département des Côtes-d'Armor, dans la région Bretagne.

## Historique
Construite au XVIe siècle, la chapelle est remaniée en 1741. La sacristie date de 1823. La chapelle est en partie reconstruite en 1828 sur le plan de l'ancien édifice. Elle est placée sous le vocable de saint Lubin (mot en 557), évêque de Chartres qui aurait accompli de nombreux miracles, rendant la santé à un hydropique, à un aveugle, à plusieurs personnes malades mentalement, à un vieux prêtre. Tous ces miracles sont consignés dans le Bréviaire de Chartres
Cette chapelle est le but de deux pèlerinages ayant lieu respectivement les 7 septembre et 14 mars. Le pardon de saint Lubin a lieu le 22 août.

### XXesiècleetXXIesiècle
Le 9 septembre 1912, le président de séance du conseil municipal de Plémet expose que les lambris de la voûte de la chapelle sont hors d'usage. Le conseil vote la somme nécessaire à cause de l'antiquité des lieux, de ses sculptures, et de ses vitraux.
Le 17 mai 1925, le conseil municipal prend connaissance du rapport de M. Conon concernant la chapelle et met en œuvre les travaux de restauration. 
La chapelle et son calvaire sont inscrits au titre des monuments historiques par arrêté du 21 novembre 1925.
Le 6 mai 1970, le conseil municipal vote un emprunt de 165 000 francs pour financer les travaux de restauration de la chapelle sous la 2e mandature de Louis Piton.
Au début du XXIe siècle, la chapelle sert parfois de lieu d'exposition.

## Description

### Extérieur
L'édifice est construit en moellons de granite, avec un toit à longs pans recouvert en ardoises, deux vaisseaux et flèche polygonale, un pignon découvert et une croupe. La chapelle est un édifice mi roman, mi gothique, portant une tour placée en angle et un bas-côté nord formant doubles pignons, caractéristique des églises bretonnes. 
Une croix monumentale date du XVIIe siècle. La fontaine de dévotion date du XVIe siècle, en moellons de schiste, est partiellement reconstruite en 1867.

### Intérieur
À l'intérieur, la charpente présente quelques pièces sculptées (entraits et sablière). Deux vitraux du XVIe siècle, et une grisaille du XVIIe siècle.

#### Vitraux
Cette chapelle conserve quelques-unes des dernières verrières médiévales du département. Ceux représentant la vie de saint Lubin ont disparu.
Le vitrail de la Crucifixion est un vitrail datant du XVIe siècle. Il a été classé monument historique au titre d'objet le 30 décembre 1926.
Le vitrail de la baie no 0 est une verrière de trois lancettes. Il représente sur toute la largeur de la baie la Crucifixion, la scène est très restaurée. Au tympan est représenté le Jugement dernier avec la résurrection des morts et la Vierge et saint Jean intercesseurs. 
La verrière est un remontage dans une baie reconstruite vers 1928/29. Les panneaux des lancettes et ceux du tympan ne sont ni de même atelier ni de même date. 

#### Sculptures
La charpente est ornée de sculptures aux niveaux des entraits et des sablières.
La corniche, signée et datée de 1548, est sculptée d'animaux symboliques et de plantes.

#### Mobilier
- Reliquaire avec un os de saint Lubin que l'on faisait toucher pour obtenir la guérison des enfants et particulièrement de ceux qui ne marchaient pas.
- Chaire.
- Retable du XVIIIe siècle encadrant la vitre du chevet.

## Galerie

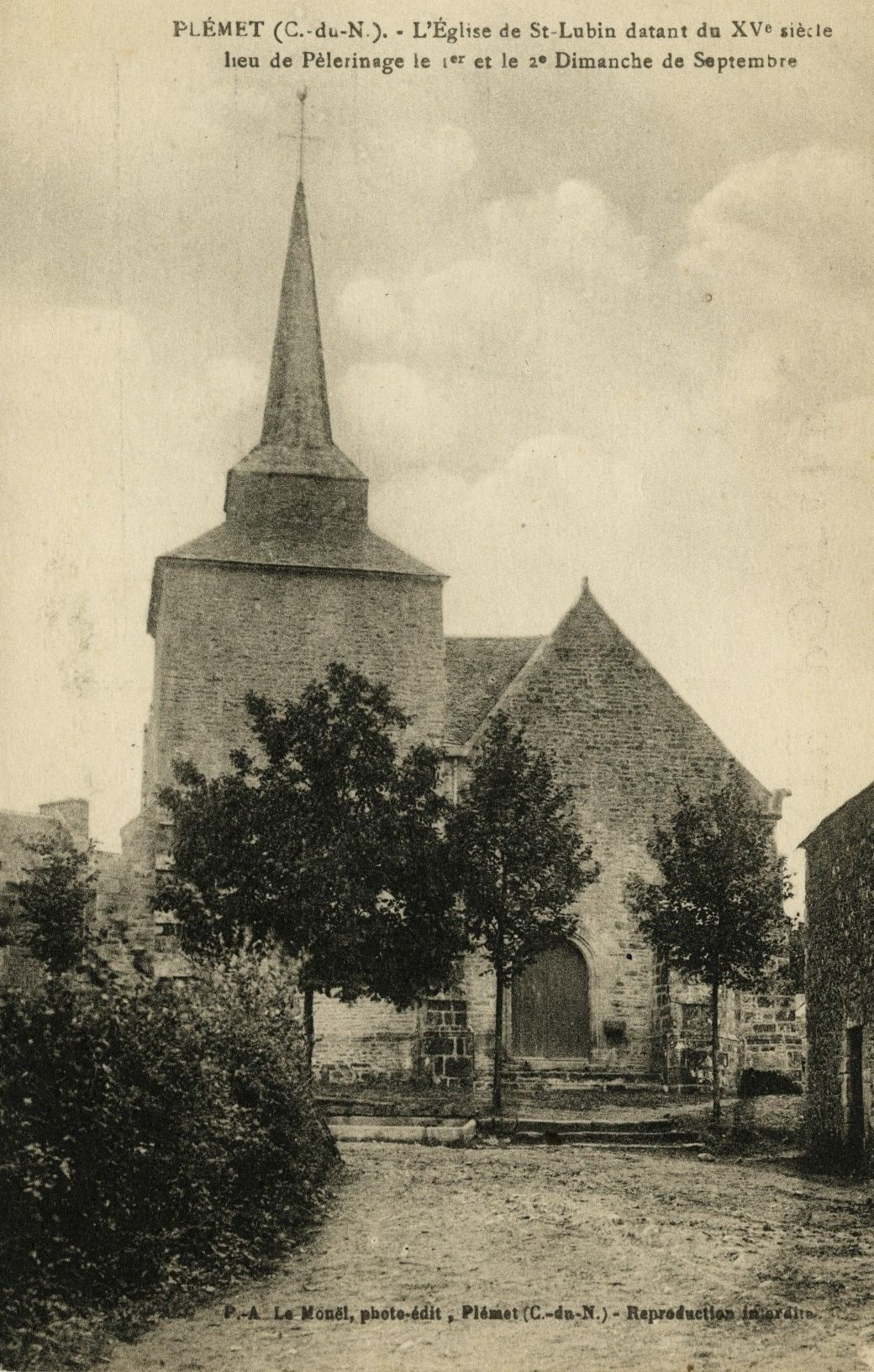
Chapelle de Saint-Lubin vers 1920 (carte postale).
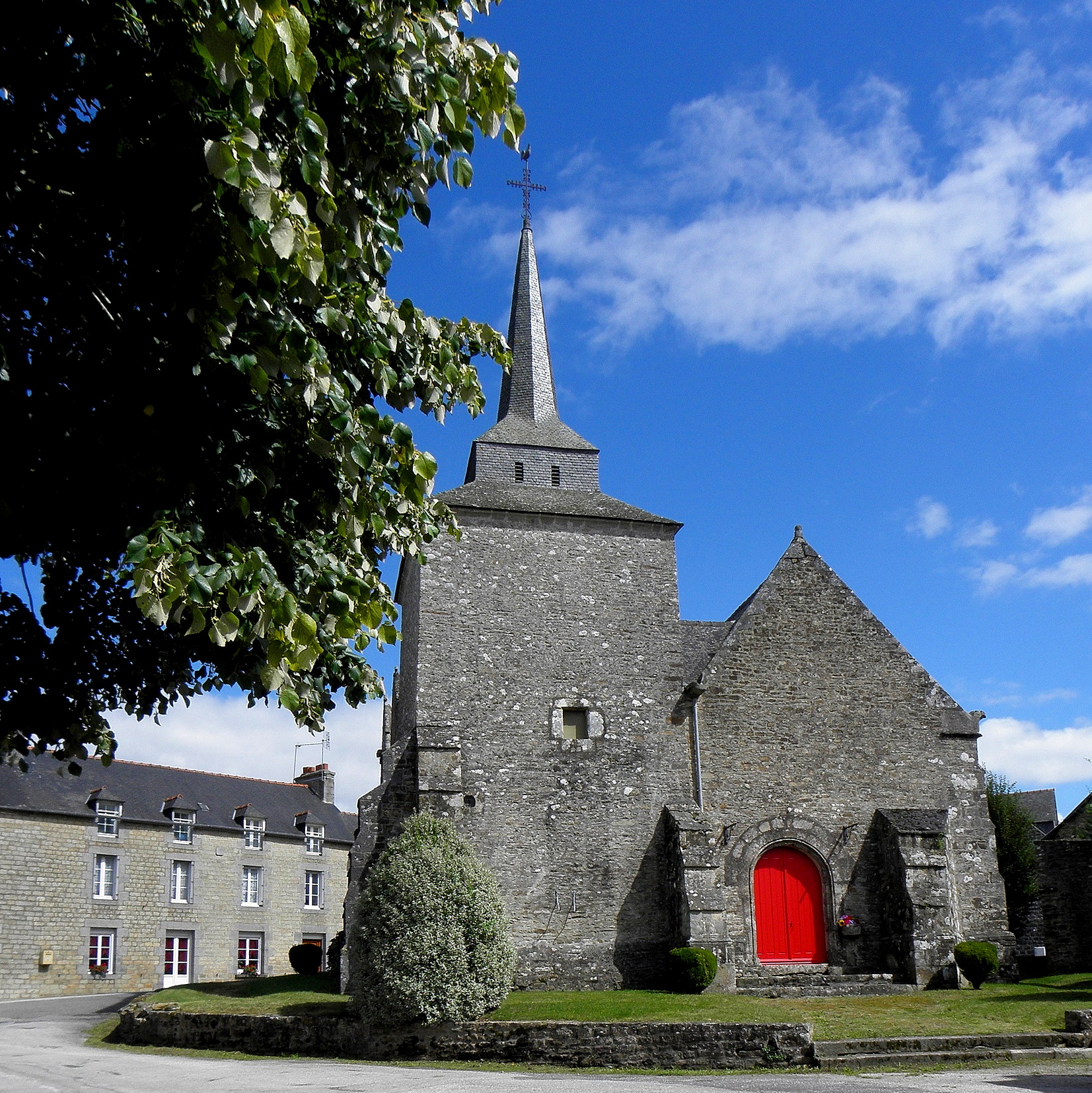
Chapelle de Saint-Lubin : vue extérieure d'ensemble.
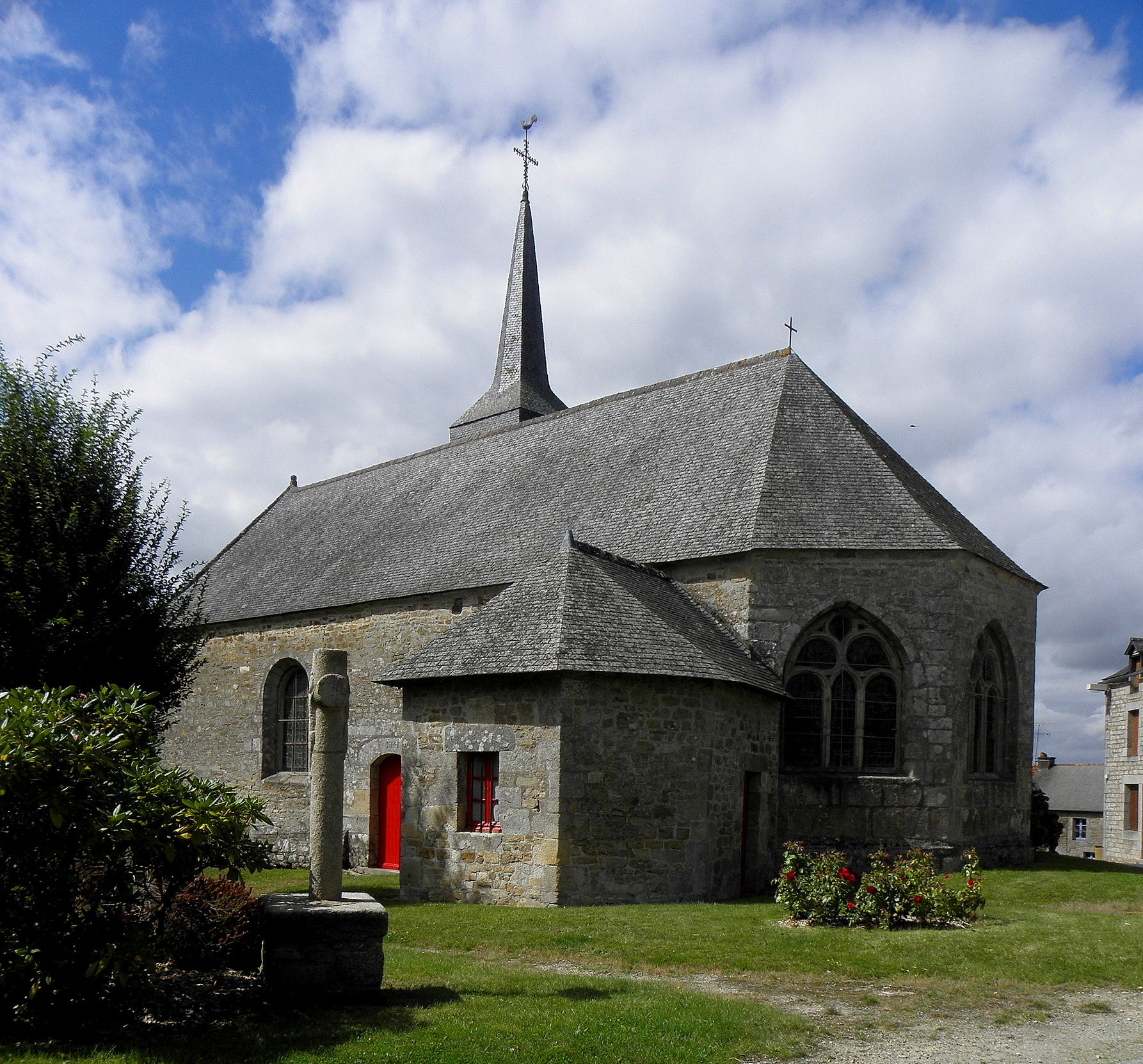
Chapelle de Saint-Lubin : chevet et flanc.
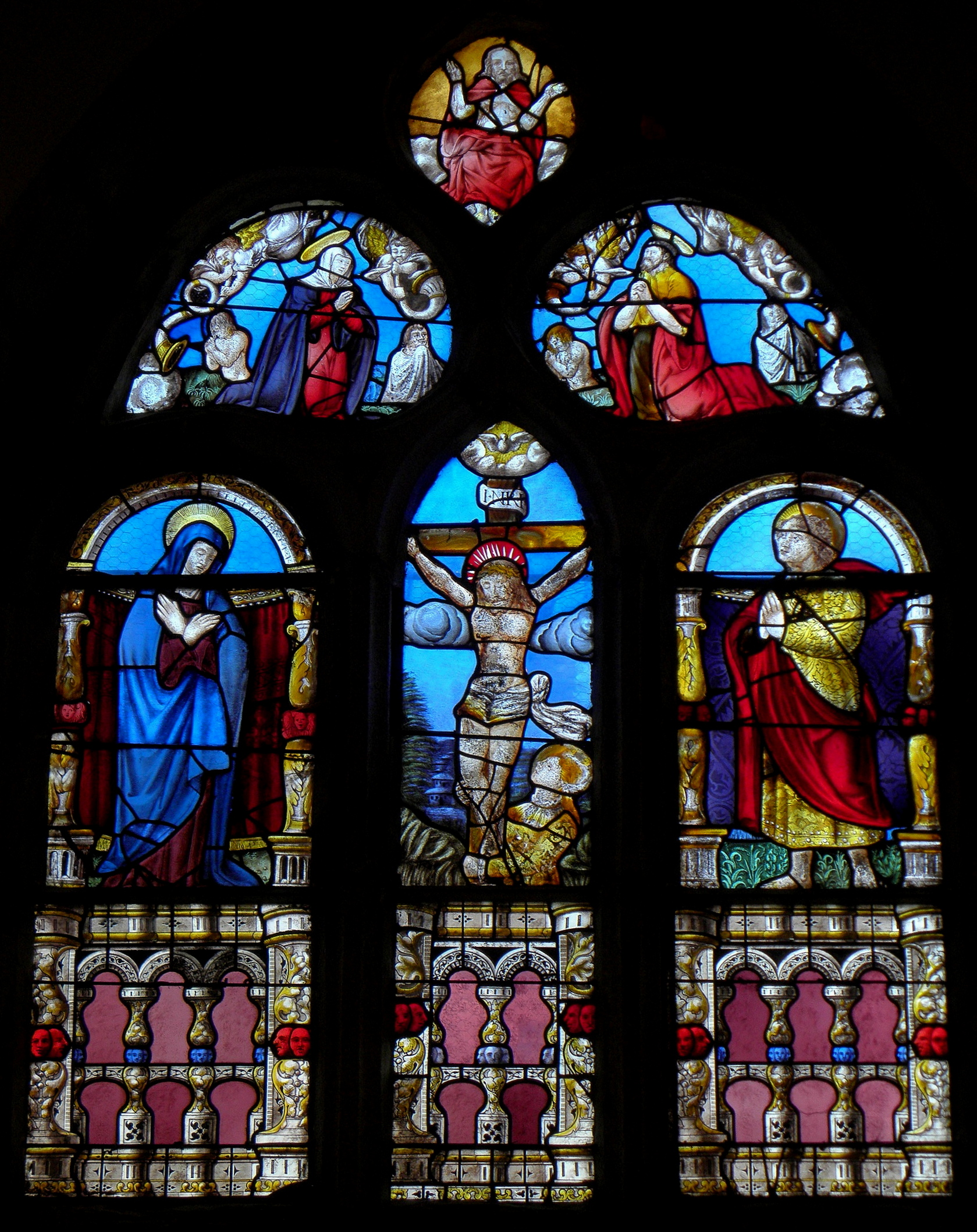
Chapelle de Saint-Lublin : la maîtresse-vitre.
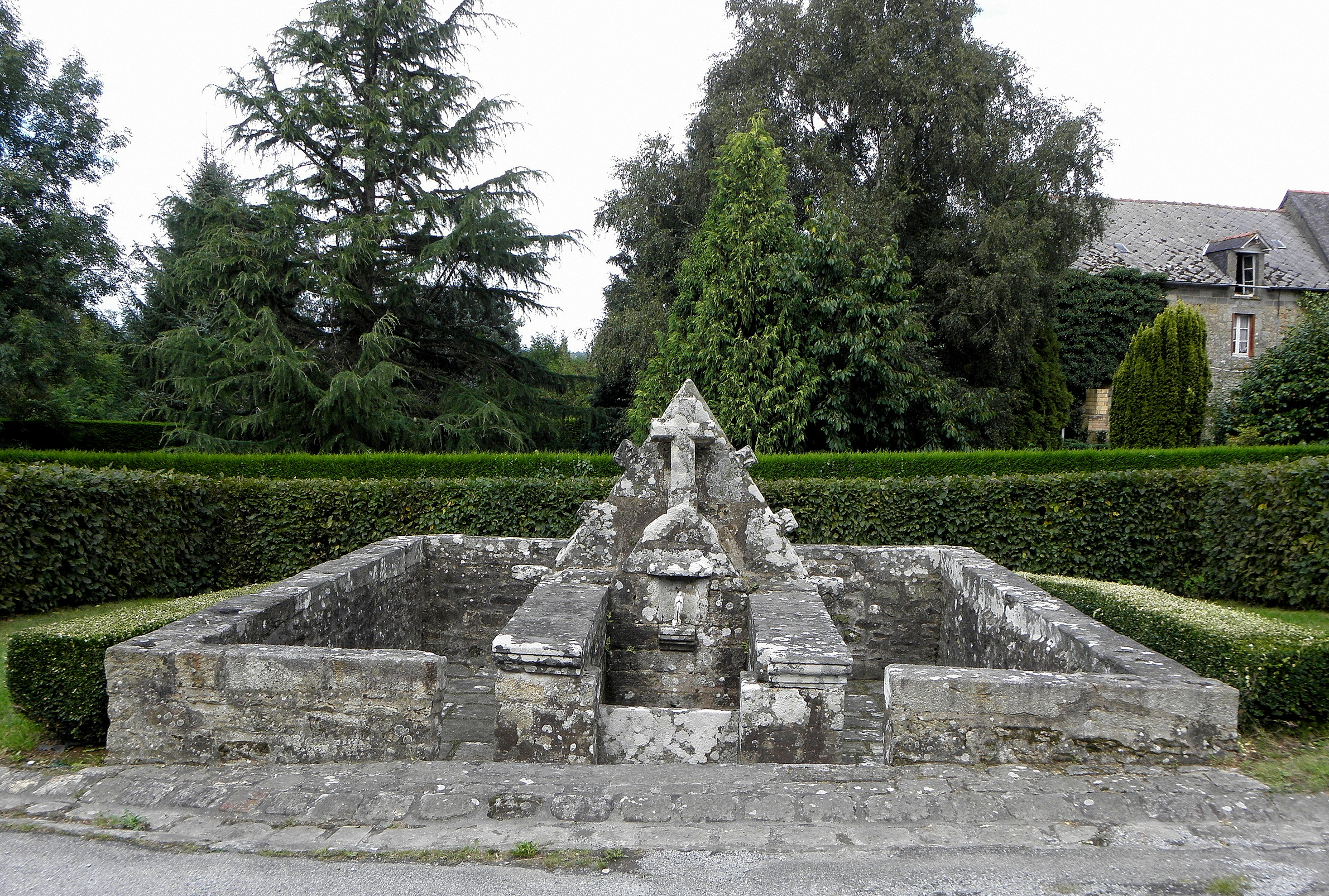
Chapelle de Saint-Lubin : fontaine de dévotion.